# Arthur Seyss-Inquart
Arthur Seyss-Inquart (născut sub numele ceh Arthur Zajtich, n. 22 iulie 1892 Stannern, Austro-Ungaria, astăzi Stonařov, Cehia — d. 16 octombrie 1946, Nürnberg, Germania), a fost un criminal de război nazist, jurist și om politic austriac, judecat la procesele de la Nürnberg, condamnat la moarte și executat pentru crime de război și crime împotriva umanității.
Arthur Seyss-Inquart a servit onorabil în armata austriacă în primul război mondial, a studiat, a practicat dreptul și a intrat în viața politică. A aderat la partidul nazist în 1938. În martie 1938 a îndeplinit formal pentru câteva zile funcția de cancelar al Austriei pentru a duce la îndeplinire procedurile de desființare a Austriei ca stat independent în urma anexării acesteia de către Germania sub numele de provincia Ostmark. Anexarea Austriei a fost denumită Anschluss. În 1939 a devenit ministru fără portofoliu în guvernul lui Adolf Hitler. În mai 1940 a fost numit Comisar al Reichului (guvernator) în Olanda. Arthur Seyss-Inquart s-a manifestat ca un antisemit notoriu care, prin diferite măsuri administrative, a cauzat deportarea și moartea a peste 100.000 de evrei din Olanda. La procesele de la Nürnberg, Seyss-Inquart și-a recunoscut vinovăția pentru actele de care a fost acuzat.

## Finalul

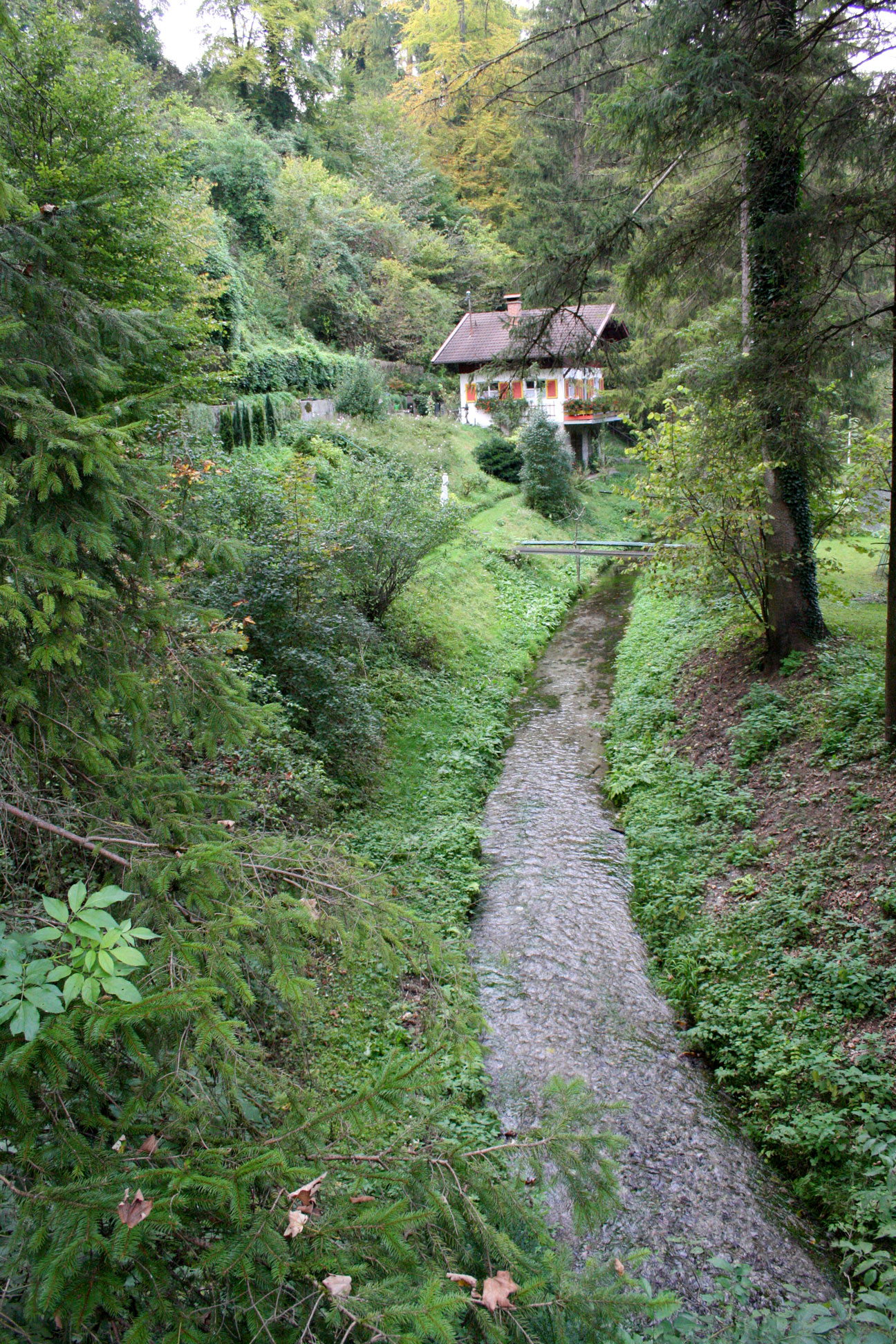
Pȃrȃul Wenzbach (München) în care a fost împrăștiată cenușa celor 11 inculpați

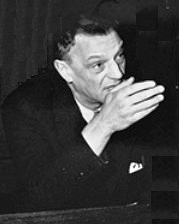
Arthur Seyss-Inquart în anul 1946

A fost condamnat la moarte, prin spȃnzurare, împreună cu alți 10 inculpați, la procesul din Nürnberg. Execuțiile (duse la împlinire de americanii John C. Woods și Joseph Malta) au avut loc în sala de sport a închisorii din Nürnberg la data de 16 octombrie 1946, între orele 1:00 și 2:57. Cei 10 naziști executați au fost: Hans Frank, Wilhelm Frick, Alfred Jodl, Ernst Kaltenbrunner, Wilhelm Keitel, Joachim von Ribbentrop, Alfred Rosenberg, Fritz Sauckel, Arthur Seyss-Inquart și Julius Streicher. În dimineața zilei de 17 octombrie 1946 trupurile celor 10 executați, împreună cu trupul lui Hermann Göring (care se sinucise cu cianură cu o noapte înainte), au fost transportate cu camioane americane la crematoriul cimitirului estic din München, unde au fost imediat incinerate. Cenușa acestora a fost împrăștiată apoi de ofițeri americani în pârâul Wenzbach (mic afluent de stânga al râului Isar), lângă strada Conwentzstraße din München, spre a nu deveni ulterior loc de pelerinaj pentru extremiști de dreapta.